# Аврашов Віктор Олександрович
Віктор Олександрович Аврашо́в (нар. 19 березня 1900, Харків — пом. 25 січня 1972, Харків) — український радянський актор театру; заслужений артист УРСР з 1947 року.

## Біографія
Народився 6 [19] березня 1900 року у місті Харкові (нині Україна). Протягом 1916—1917 років навчався у Харківській театральній школі.
З 1918 року працював у театрах Харкова: у 1920—1923 роках у драматичному Народному домі; у 1924—1926 роках в театрі «Арлекін»; у 1927—1929 роках у театрі комедії та сатири; в Драматичному театрі обласної ради профспілок. Упродовж 1933—1967 років — актор Харського російського драматичного театруі імені Олександра Пушкіна. Помер у Харкові 25 січня 1972 року.

## Ролі
- Молчалін («Лихо з розуму» Олександра Грибоєдова);
- Круглосвєтов («Плоди освіти» Лева Толстого);
- Дорн, Солений («Чайка», «Три сестри» Антона Чехова);
- Вайнонен («Оптимістична трагедія» Всеволода Вишневського;
- Голуб («Історія одного кохання» Костянтина Симонова);
- Берлі («Марія Стюарт» Фрідріха Шиллера);
- Кисіль («Багато галасу з нічого» Вільяма Шекспіра);
- маркіз де Нанжі («Маріон Делорм» Віктора Гюґо);
- Ролдан («Третє слово» Алехандро Касони);
- капітан Бернардо («Хитромудра закохана» Лопе де Веґи);
- Філька-анархіст («Інтервенція» Лева Славіна).